# Aïssata Traoré
Aïssata Traoré, née le 9 septembre 1997 à Bamako au Mali, est une footballeuse internationale malienne évoluant au poste de milieu de terrain au FC Fleury en prêt du Boston Legacy.

## Biographie

### Carrière en club
Aïssata Traoré joue pour l'AS Super Lionnes, dans son pays natal, avant d'être prêtée au club du Beşiktaş JK, basé à Istanbul, pour la seconde moitié de la saison 2018-2019,. Elle participe au titre de championne de son équipe lors de cette même saison,. 
Après six mois en Turquie, elle rejoint le championnat de France et signe à l'En avant Guingamp. Elle joue pendant cinq saisons en Bretagne, totalisant 10 buts en 91 apparitions. 
En 2024, alors que les Guingampaises sont reléguées, Aïssata Traoré rebondit au FC Fleury 91. 
L'année suivante, elle est recrutée par le Legacy de Boston, une franchise d'expansion de NWSL. Son nouveau club ne débutant dans la ligue qu'en 2026, elle reste six mois en prêt à Fleury. 

### Carrière internationale
Aïssata Traoré est appelée en équipe nationale du Mali et participe à la Coupe d'Afrique des nations 2018 tenue au Ghana. Lors de cette compétition, elle joue cinq matchs et marque un but. 
| Date             | Lieu                              | Adversaire | Résultat | Compétition                                 | Buts marqués |
| ---------------- | --------------------------------- | ---------- | -------- | ------------------------------------------- | ------------ |
| 17 novembre 2018 | Accra Sports Stadium Accra, Ghana | Cameroun   | L 1–2    | Coupe d'Afrique des nations 2018 - Groupe A | 1            |

## Statistiques
| Club        | Saison    | Championnat           | Championnat | Championnat | Continental | Continental | Coupe nationale | Coupe nationale | Total       | Total |
| Club        | Saison    | Division              | Apparitions | Buts        | Apparitions | Buts        | Apparitions     | Buts            | Apparitions | Buts  |
| ----------- | --------- | --------------------- | ----------- | ----------- | ----------- | ----------- | --------------- | --------------- | ----------- | ----- |
| Beşiktaş JK | 2018-2019 | Première Ligue turque | 9           | 8           | -           | -           | 5               | 1               | 14          | 9     |
| Beşiktaş JK | Total     | Total                 | 9           | 8           | -           | -           | 5               | 1               | 14          | 9     |

## Palmarès
Première Ligue turque féminine
Beşiktaş JK
Championne (1) : 2018-2019